# Selkirkiella
Selkirkiella is een geslacht van spinnen uit de  familie van de Theridiidae (kogelspinnen).

## Soorten
- Selkirkiella alboguttata Berland, 1924
- Selkirkiella carelmapuensis (Levi, 1963)
- Selkirkiella luisi (Levi, 1967)
- Selkirkiella magallanes (Levi, 1963)
- Selkirkiella michaelseni (Simon, 1902)
- Selkirkiella purpurea (Nicolet, 1849)
- Selkirkiella ventrosa (Nicolet, 1849)
- Selkirkiella wellingtoni (Levi, 1967)